# Kaplica Świętych Równych Apostołom Konstantyna i Heleny w Jałówce
Kaplica pod wezwaniem Świętych Równych Apostołom Konstantyna i Heleny – kaplica prawosławna w Jałówce. Należy do parafii Podwyższenia Krzyża Świętego w Jałówce, w dekanacie Gródek diecezji białostocko-gdańskiej Polskiego Autokefalicznego Kościoła Prawosławnego.

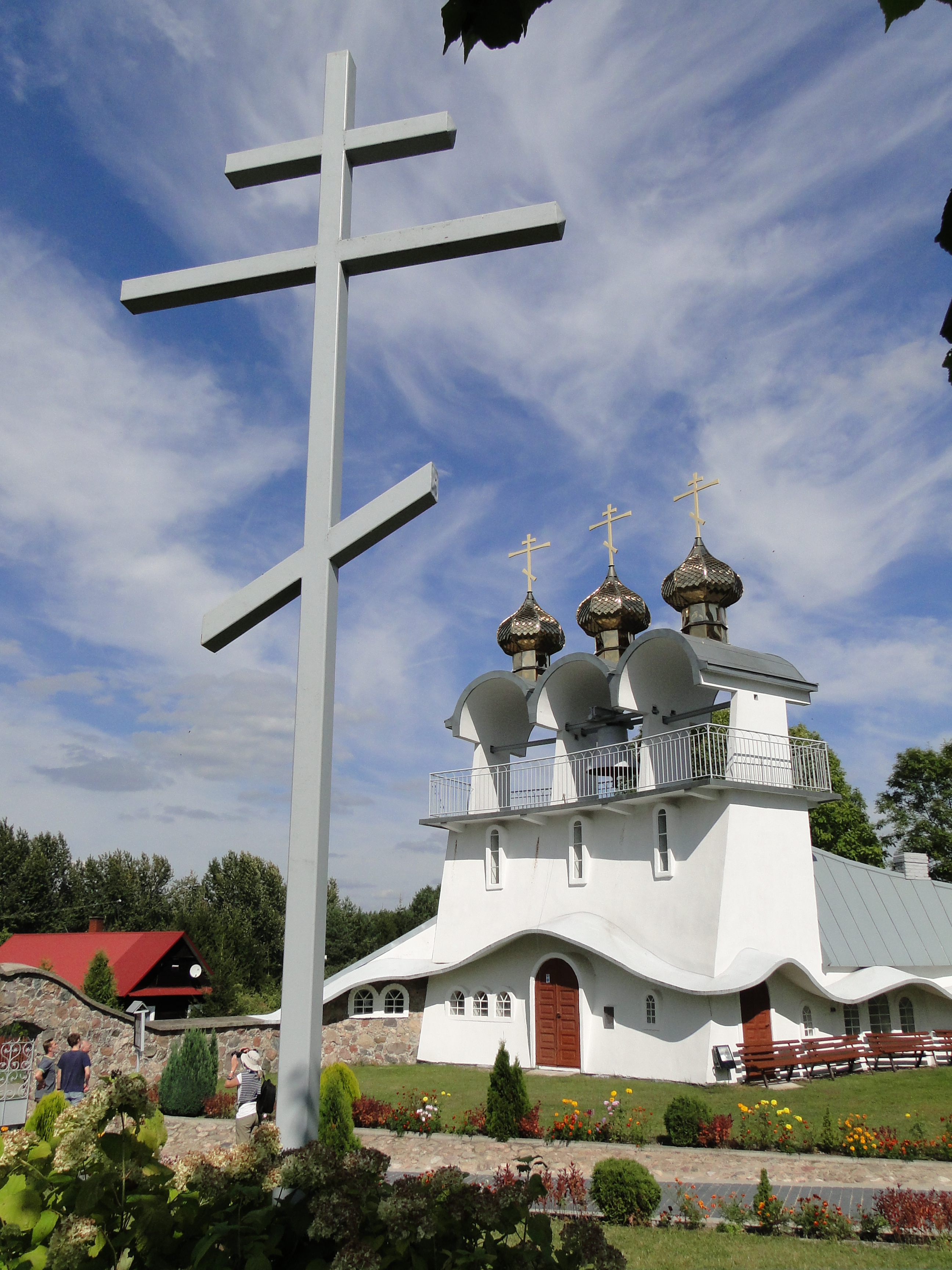

Kaplica, będąca jednocześnie dzwonnicą, znajduje się w bezpośrednim sąsiedztwie cerkwi parafialnej.
Obiekt wzniesiono w latach 1998–1999 według projektu prof. Aleksandra Grygorowicza. Jest to budowla murowana, zwieńczona trzema cebulastymi kopułami,  pod którymi zawieszone są dzwony. Wnętrze zdobią polichromie autorstwa Jarosława Wiszenki z Mielnika.
Poświęcenia kaplicy dokonał 28 lipca 1999 r. biskup białostocki i gdański Jakub.
Kaplica została wpisana do rejestru zabytków 20 lipca 2002 pod nr A-69 (razem z cerkwią parafialną, przycerkiewnym cmentarzem i ogrodzeniem).
W latach 2009–2012 kaplicę wyremontowano, m.in. wymieniono blaszane pokrycie kopuł i zadaszenia oraz przemalowano elewację na kolor biały.
Nabożeństwa w kaplicy są odprawiane głównie w okresie zimowym, kiedy niska temperatura utrudnia korzystanie z cerkwi parafialnej.